# Monasterio de San Juan de las Abadesas

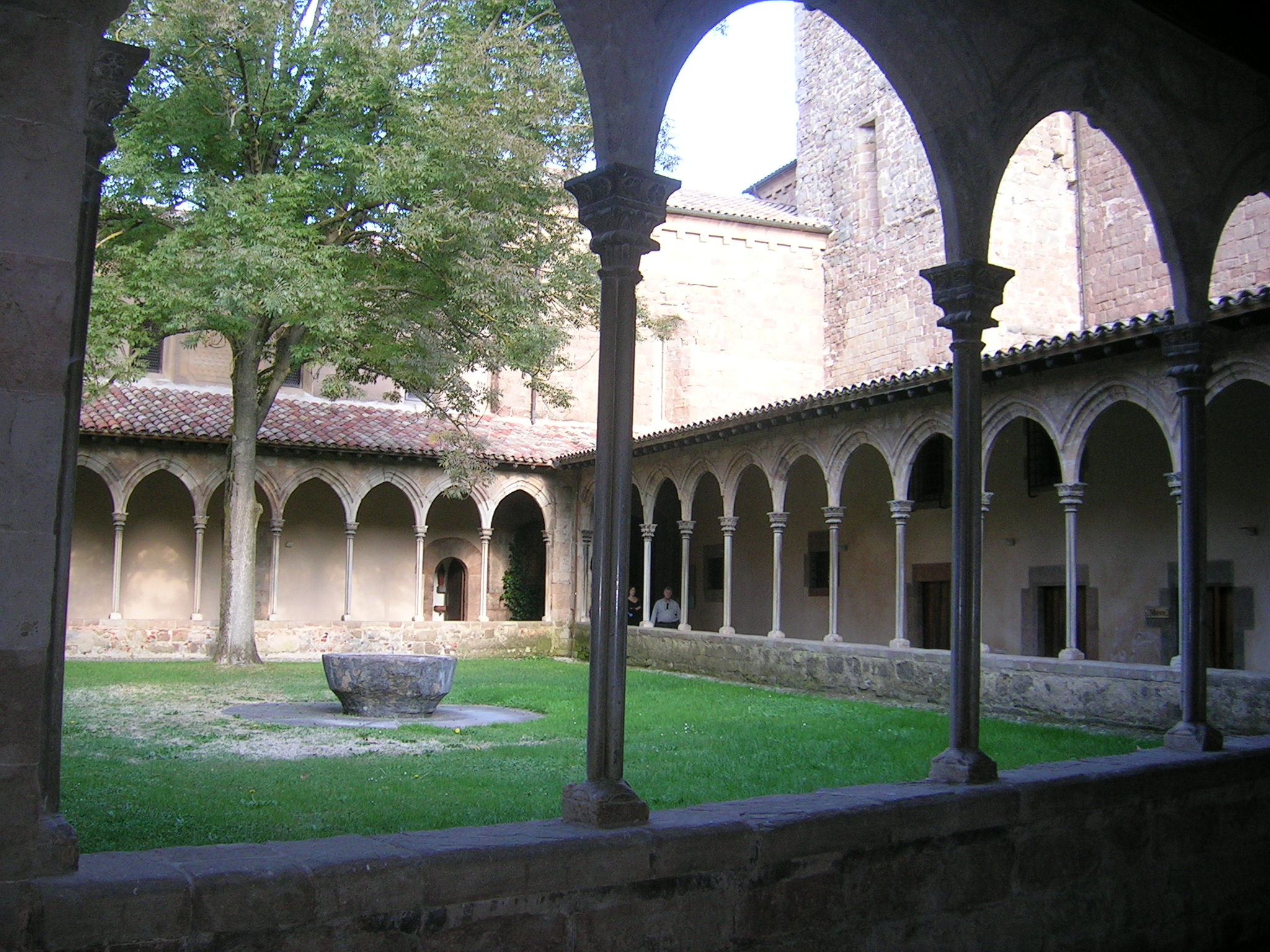
Claustro

El monasterio de San Juan de las Abadesas (en catalán: monestir de Sant Joan de les Abadesses), es un antiguo monasterio situado en la localidad de San Juan de las Abadesas en la comarca catalana del Ripollés. Hasta el año 945 fue el único monasterio femenino de Cataluña.

## Historia
El monasterio, conocido en sus orígenes como San Juan de Ripoll o San Juan de Ter, fue fundado hacia el 885 por el conde Wifredo el Velloso y destinado a su hija Emma. Wifredo había hecho algo similar unos años antes al fundar el Monasterio de Santa María de Ripoll que dejó en manos de su hijo Radulfo. 
La iglesia del nuevo monasterio fue consagrada el 24 de junio del 887 por el obispo de Vich. Al ser Emma aún una niña, el cenobio quedó en manos de un grupo de presbíteros que se encargaron de organizar la comunidad y de cuidar de la pequeña. Al alcanzar la edad adulta, Emma se convirtió en la primera de las abadesas de San Juan.
Wifredo dotó al monasterio de numerosos bienes que se ampliaron gracias al empuje de la abadesa. Emma amplió los dominios de San Juan hasta el Bergadá o La Roca del Vallés. 
Emma murió en el año 942 y fue sustituida por otra abadesa de la que no se conocen datos. En total el monasterio tuvo seis abadesas; a las dos antes citadas hay que añadir a Adalaisa, hija del conde Suñer de Barcelona, Ranlo, hija del conde de Ampurias Delá, Fredeburga, hija de Miró II de Cerdaña e Ingilberga, hija de Oliba Cabreta.
En el año 1017, Bernardo Tallaferro que quería anexionarse los territorios controlados por la abadía, consiguió que el papa emitiera una bula que suprimía la comunidad de religiosas. El motivo aludido fue la supuesta vida díscola de la comunidad. Tras la disolución de la comunidad femenina, Bernard Tallaferro unió el monasterio al obispado de Besalú y colocó en él a una comunidad de frailes.
La emisión de esta bula dio origen a la leyenda catalana del Conde Arnau. Según esta leyenda, Arnau era un joven que pasaba los días seduciendo a las doncellas. Una de las mujeres que cayó en sus redes fue la abadesa de San Juan, a la que iba a visitar utilizando el túnel de una antigua mina que cruzaba las montañas. Al morir, el conde Arnau fue condenado por sus pecados a vagar eternamente, galopando sobre su caballo envuelto en llamas. 
Entre 1083 y 1114 San Juan quedó anexionado al monasterio de San Víctor de Marsella que colocó de nuevo una comunidad femenina de origen griego. La intervención del papa en 1114 permitió a la comunidad de canónigos regresar a San Juan de forma definitiva. El monasterio fue secularizado en el 1592 y se convirtió en una simple colegiata secular que se suprimió en el 1856. Fue declarado Monumento Histórico Artístico en 1931.

## El edificio
En el siglo xii se construyó una nueva iglesia que es la que aún se puede ver en la actualidad. El terremoto de Cataluña de 1428 asoló la zona y destruyó el cimborrio, así como el campanario. También afectó gravemente a la iglesia que tuvo que ser ampliamente restaurada.
La iglesia de San Juan es de una única nave encabezada por un amplio transepto. En él se encuentran cinco ábsides decorados con arcos sobre columnas tanto por la parte interior como por la exterior. En su origen se encontraba situada en el centro del monasterio; por un lado se accedía al antiguo cenobio femenino y por otro al masculino. 

Santíssimo Misterio (ca. 1250)

En su interior se puede contemplar el retablo de la Virgen Blanca construido en el 1343 por artistas de Florencia, así como la capilla de los Dolores, de época barroca, en la que se encuentra una Piedad realizada por el escultor Josep Viladomat. 
Destaca el conjunto escultórico del Descendimiento, tallado en el 1250 y considerado como una de las muestras más destacadas del románico catalán. Al retablo se le conoce también con el nombre del Santísimo Misterio ya que en 1426 se encontraron unos restos incorruptos en el interior de un relicario escondido en la cabeza de Cristo. Hay que señalar la tumba de Miró de Tagamanent, muerto en San Juan el 12 de septiembre de 1161 y al que se veneró como beato en el monasterio.
Se conserva un pequeño claustro de estilo gótico, construido en el siglo xv, de dos pisos, conocido como de San Mateo, así como el antiguo palacio abacial también del siglo xv.